# Duba (Polen)
Duba (deutsch Leißnersberg) ist eine Ortschaft in der Woiwodschaft Ermland-Masuren im nordöstlichen Polen. Der Ort gehört zur Gmina Zalewo im Powiat Iławski.
Duba liegt in der Moränenlandschaft des Oberlands, etwa zwölf Kilometer südöstlich von Zalewo. Der Ort befindet sich unmittelbar am westlichen Steilufer des Jezioro Dauby (deutsch Dubensee).
Das Gut Leißnersberg wurde im Jahr 1714 von dem Tribunalrat Johann Albrecht von Schönaich im südlichen Teil der Gemarkung Schnellwalde gegründet. Er wollte in seinem Todesjahr alle seine Kinder bedenken und gründete deshalb:
„1. Ein neu Dörfchen, genannt Schönaich, hält 15 Huben, 2. Ein Vorwerk, Herrlichkeit genannt, 3. 2 Dörfchen, genannt Albrechtswalde und Leusnersberg.“
Der Name Leißnersberg leitet sich vom Kosenamen „Leuschchen“ seiner Tochter Marie-Luise ab.
Zur weiteren Geschichte siehe auch Boreczno.
Nach der Eingliederung in den polnischen Staat wurde Leißnersberg in Duba umbenannt und 1946 der Gmina Boreczno angeschlossen. Von 1952 bis 1973 bildete Duba eine Gromada im Powiat Morąski. Seit 1973 gehört Duba zur Gmina Zalewo und bildet heute ein eigenes Schulzenamt, zu dem noch Huta Wielka (Albrechtswalde) gehört.